# Johann Georg Buchauer
Johann Georg Buchauer (1774–1836) war ein bayerischer Abgeordneter.

## Werdegang
Buchauer war Weinwirt und Schiffsmeister in Wasserburg a.Inn. Von 1819 bis 1822 gehörte er als Abgeordneter der Klasse V der Kammer der Abgeordneten des Bayerischen Landtags an.

## Weblink
- Johann Georg Buchauer in der Parlamentsdatenbank des Hauses der Bayerischen Geschichte in der Bavariathek